# Antistathmoptera daltonae
Antistathmoptera daltonae is een vlinder uit de familie nachtpauwogen (Saturniidae), onderfamilie Saturniinae.
De wetenschappelijke naam van de soort is voor het eerst geldig gepubliceerd door Tams in 1935.